# Liste der Biografien/Jah
Liste der Biografien |
Portal Biografien |
Personensuche
# |
A |
B |
C |
D |
E |
F |
G |
H |
I |
J |
K |
L |
M |
N |
O |
P |
Q |
R |
S |
T |
U |
V |
W |
X |
Y |
Z |
?
 
Ja |
Jb |
Jd |
Je |
Jh |
Ji |
Jj |
Jl |
Jn |
Jm |
Jo |
Jp |
Jr |
Js |
Jt |
Ju |
Jv |
Jw |
Jy
 
Jaa |
Jab |
Jac |
Jad |
Jae |
Jaf |
Jag |
Jah |
Jai |
Jaj |
Jak |
Jal |
Jam |
Jan |
Jao |
Jap |
Jaq |
Jar |
Jas |
Jat |
Jau |
Jav |
Jaw |
Jax |
Jay |
Jaz
Die Liste der Biografien führt alle Personen auf, die in der deutschsprachigen Wikipedia einen Artikel haben. Dieses ist eine Teilliste mit 399 Einträgen von Personen, deren Namen mit den Buchstaben „Jah“ beginnt.

## Jah
- Jah Cure (* 1978), jamaikanischer Reggaemusiker
- Jah Meek (* 1971), jamaikanischer Reggae-Sänger
- Jah Shaka († 2023), Londoner Soundsystem-Operator, Deejay, Dub-Mixer und Produzent
- Jäh, Gaby (1912–2015), deutsche Schauspielerin, Synchron- und Hörspielsprecherin
- Jah, Omar, gambischer Islamwissenschaftler
- Jah9 (* 1983), jamaikanische Reggae-Sängerin

### Jaha
- Jahabanian, Hossein (* 1976), iranischer Radrennfahrer
- Jahalom, Scha’ul (* 1947), israelischer Minister und Politiker
- Jahan, Arash (* 1957), iranischer Kampfsportler, Sachbuchautor
- Jahan, Hiddy (* 1950), pakistanisch-englischer Squashspieler
- Jahan, Rounaq (* 1944), bangladeschische Politikwissenschaftlerin, Feministin und Autorin
- Jahana, Noboru (1865–1908), japanischer Menschenrechtsaktivist
- Jahanara Begum (1614–1681), Tochter des Großmoguls von Indien Schah JahanJahanara Begum (1614–1681)

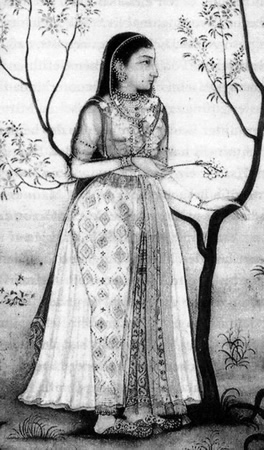
Jahanara Begum (1614–1681)

- Jahanbakhsh, Alireza (* 1993), iranischer Fußballspieler
- Jahanbegloo, Ramin (* 1956), iranischer Philosoph
- Jahandar Shah (1661–1713), Großmogul von Indien (1712 bis 1713)
- Jahangeer, Muhammad Adnan (* 1993), pakistanischer Weitspringer
- Jahangir (1569–1627), Großmogul von IndienJahangir (1569–1627)

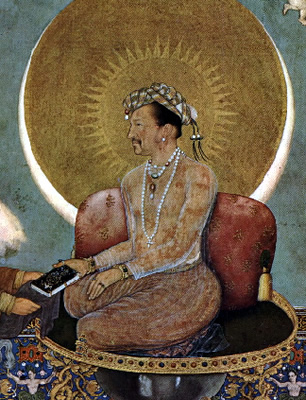
Jahangir (1569–1627)

- Jahangir, Alam, bangladeschischer Judoka
- Jahangir, Asma Jilani (1952–2018), pakistanische Rechtsanwältin und Menschenrechtsaktivistin
- Jahangiri, Siamak (* 1971), iranischer Nayspieler, Komponist und Musikpädagoge
- Jahani, Rahim († 2014), afghanischer Sänger
- Jahani, Salma (* 1952), afghanische Sängerin
- Jahaw, Jona (* 1944), israelischer Anwalt und Politiker

### Jahc
- Jahcoustix (* 1978), deutscher Reggae-Musiker

### Jahd
- Jahdali, Walid (* 1982), saudi-arabischer Fußballspieler
- Jähde, Ernst (1860–1923), Gründer der Glasfabrik „Johannahütte“, Erfinder
- Jähde, Hans (1922–1983), deutscher Politiker (NPD), MdL
- Jaḫdun-Lim, König von Mari

### Jahe
- Jahed, Shahla (1969–2010), iranische Frau, wegen Mordes hingerichtet
- Jaheim (* 1978), US-amerikanischer R&B-Sänger

### Jahf
- Jahfali, Mohammed (* 1990), saudi-arabischer Fußballspieler

### Jahh
- Jahhimovitš, Aleksei (* 1990), estnischer Fußballspieler

### Jahi
- Jahić, Danial (1979–2021), serbischer Leichtathlet
- Jahić, Sanel (* 1981), bosnischer Fußballspieler

### Jahj
- Jahjaga, Atifete (* 1975), kosovarische PolitikerinAtifete Jahjaga (* 1975)

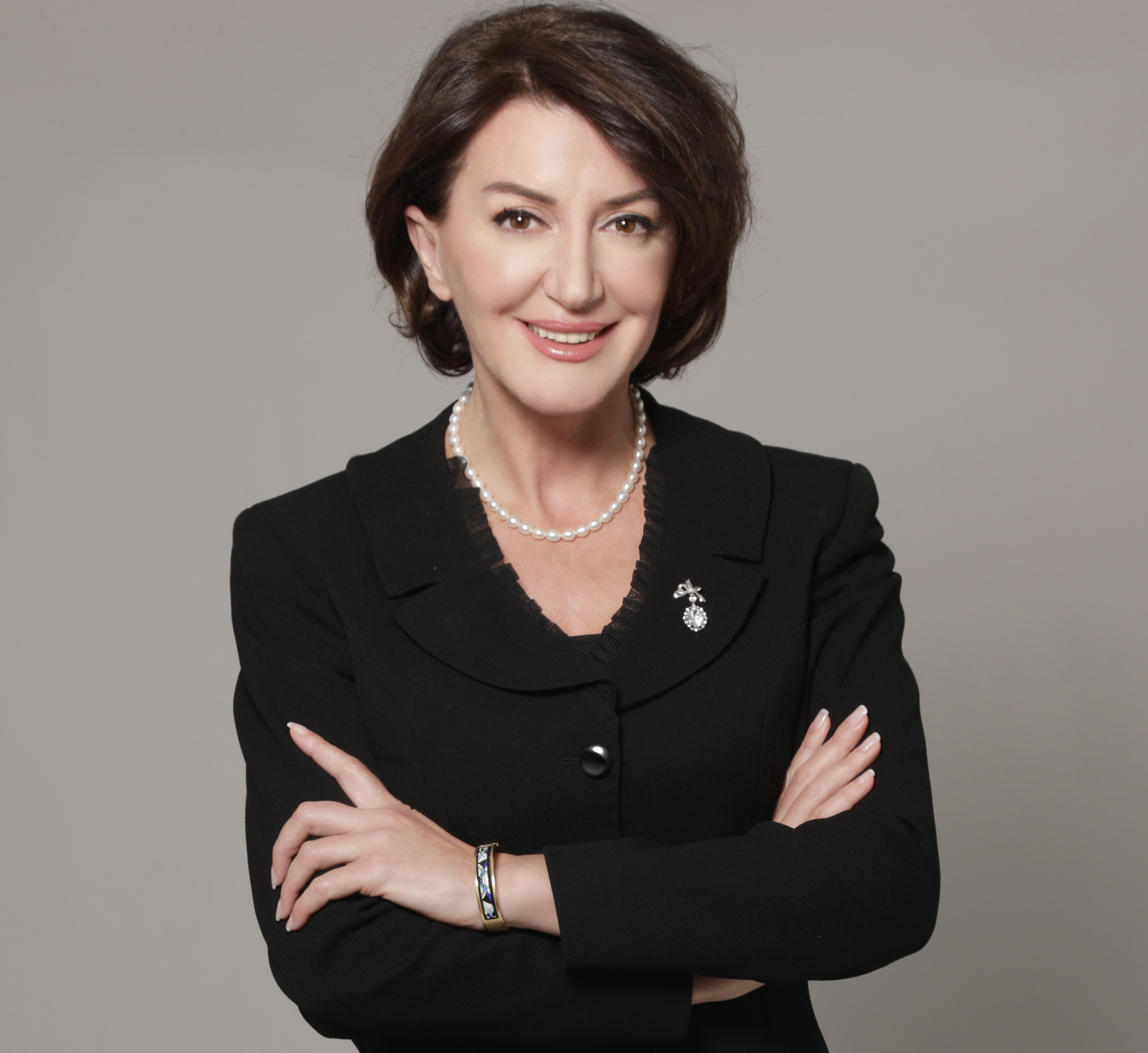
Atifete Jahjaga (* 1975)

- Jahjah, Dyab Abou (* 1971), libanesischer politischer Aktivist und Schriftsteller

### Jahl
- Jahl, Armin (1947–2025), deutscher Politiker (SPD), MdL
- Jahl, Christian (* 1972), deutscher Musiker und Schriftsteller
- Jahl, Evelin (* 1956), deutsche Leichtathletin und Olympiasiegerin
- Jahl, Marlene (* 1995), österreichische Taekwondo-Sportlerin
- Jahl, Władysław (1886–1953), polnischer Maler und Grafiker

### Jahn
- Jahn, Adam (* 1991), US-amerikanischer Fußballspieler
- Jahn, Adolf (1858–1941), deutscher Bildhauer
- Jahn, Albert (1811–1900), Schweizer Geschichtsschreiber und Altertumsforscher
- Jahn, Alfred (1885–1974), deutscher Kommunalpolitiker (SPD) und Widerstandskämpfer
- Jahn, Alfred (1886–1976), deutscher Verleger
- Jahn, Alfred (1915–1999), polnischer Geograph, Geomorphologe, Polarforscher und Rektor
- Jahn, Alfred (1937–2024), deutscher Kinderchirurg
- Jahn, Andrea (* 1964), deutsche Kunsthistorikerin
- Jahn, Anna Susanne (* 1961), deutsche Malerin
- Jahn, Artur (1904–1983), deutscher Politiker (CDU), MdB
- Jahn, Bernd-Uwe (1944–2019), deutscher Jurist
- Jahn, Bernhard (* 1962), deutscher Germanist
- Jahn, Bettine (* 1958), deutsche Leichtathletin und Olympiateilnehmerin
- Jahn, Birgit (* 1966), deutsche Schönheitskönigin, Miss Germany 1986
- Jahn, Bruno Herbert (* 1893), deutscher Autor
- Jahn, Bruno Viktor (* 1843), deutscher Jurist, Geheimer Rat und Ministerialdirektor
- Jahn, Burkhard (* 1948), deutscher Schauspieler, Regisseur und Autor
- Jähn, Christian (1804–1884), Bürgermeister und Abgeordneter
- Jahn, Christoph (1932–2015), deutscher evangelisch-lutherischer Geistlicher, Theologe, Missionar, Autor und Verleger
- Jahn, Claire (* 1986), deutsche Kamerafrau
- Jahn, Claudia (* 1969), deutsch-schweizerische Schauspielerin, Sprecherin, Autorin sowie Coach für Medienkompetenz
- Jahn, Constanze (* 1963), deutsche Schachspielerin
- Jahn, Curt (1892–1966), deutscher General der Artillerie im Zweiten Weltkrieg
- Jahn, Daniel (1824–1893), deutscher Jurist und Politiker, MdL
- Jahn, David (1798–1870), Pfarrer, Landtagspräsident in Schwarzburg-Rudolstadt
- Jahn, Dennis (* 1992), deutscher Politiker (AfD), MdL
- Jahn, Detlef (* 1956), deutscher Politologe
- Jahn, Dieter (* 1951), deutscher Chemiker
- Jahn, Dieter (* 1959), deutscher Biochemiker und Mikrobiologe
- Jahn, Dominik (* 1995), deutscher Schauspieler
- Jahn, Eduard (1871–1942), deutscher Botaniker und forstlicher Mykologe
- Jahn, Egbert (* 1941), deutscher Politologe
- Jahn, Else (1901–1945), deutsche Widerstandskämpferin gegen das NS-Regime
- Jahn, Else (1913–2008), österreichische Forstentomologin und Hochschullehrerin
- Jahn, Emil (* 1886), deutscher Politiker (SPD), MdL
- Jahn, Erich (* 1907), deutscher Hitlerjugend-Führer
- Jahn, Ernst (1877–1955), deutscher Parlamentarier, Richter und Verwaltungsbeamter im Fürstentum Reuß älterer Linie
- Jahn, Ernst (1903–1935), deutscher Friseur, der von SA-Angehörigen getötet wurde
- Jahn, Ernst-Henning (* 1938), deutscher Politiker (CDU), Mitglied des Niedersächsischen Landtages
- Jahn, Ferdinand (1804–1859), deutscher Mediziner und Medizinhistoriker
- Jahn, Franz (1806–1867), deutscher Pomologe
- Jahn, Franz (1909–1989), deutscher Politiker (SED) und Gewerkschafter
- Jahn, Franziska, deutsche Modedesignerin und Filmregisseurin
- Jahn, Friedrich (1766–1813), deutscher Mediziner
- Jahn, Friedrich (1798–1875), deutscher Orgelbauer
- Jahn, Friedrich (1888–1984), deutscher Arzt und Wissenschaftler
- Jahn, Friedrich (1923–1998), österreichisch-Schweizer Gastronom und Gründer der Wienerwald-Kette
- Jahn, Friedrich Ludwig (1778–1852), deutscher Pädagoge und Mitglied der Frankfurter NationalversammlungFriedrich Ludwig Jahn (1778–1852)

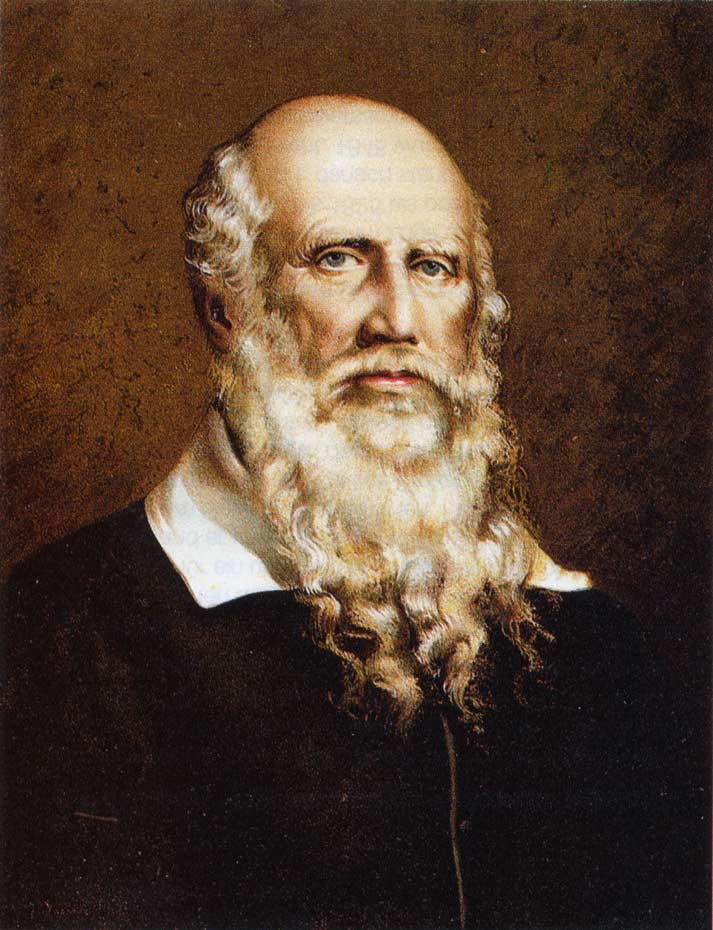
Friedrich Ludwig Jahn (1778–1852)

- Jahn, Friedrich-Adolf (1935–2016), deutscher Politiker (CDU), MdB
- Jahn, Fritz (1863–1931), deutscher Pastor, Leiter der Züllchower Anstalten
- Jähn, Fritz (1882–1964), deutscher Offizier, zuletzt Generalmajor der Wehrmacht
- Jahn, Georg (1869–1940), deutscher Maler und Grafiker
- Jahn, Georg (1873–1934), deutscher Jurist und Ministerialrat
- Jahn, Gerhard (1927–1998), deutscher Politiker (SPD), MdBGerhard Jahn (1927–1998)

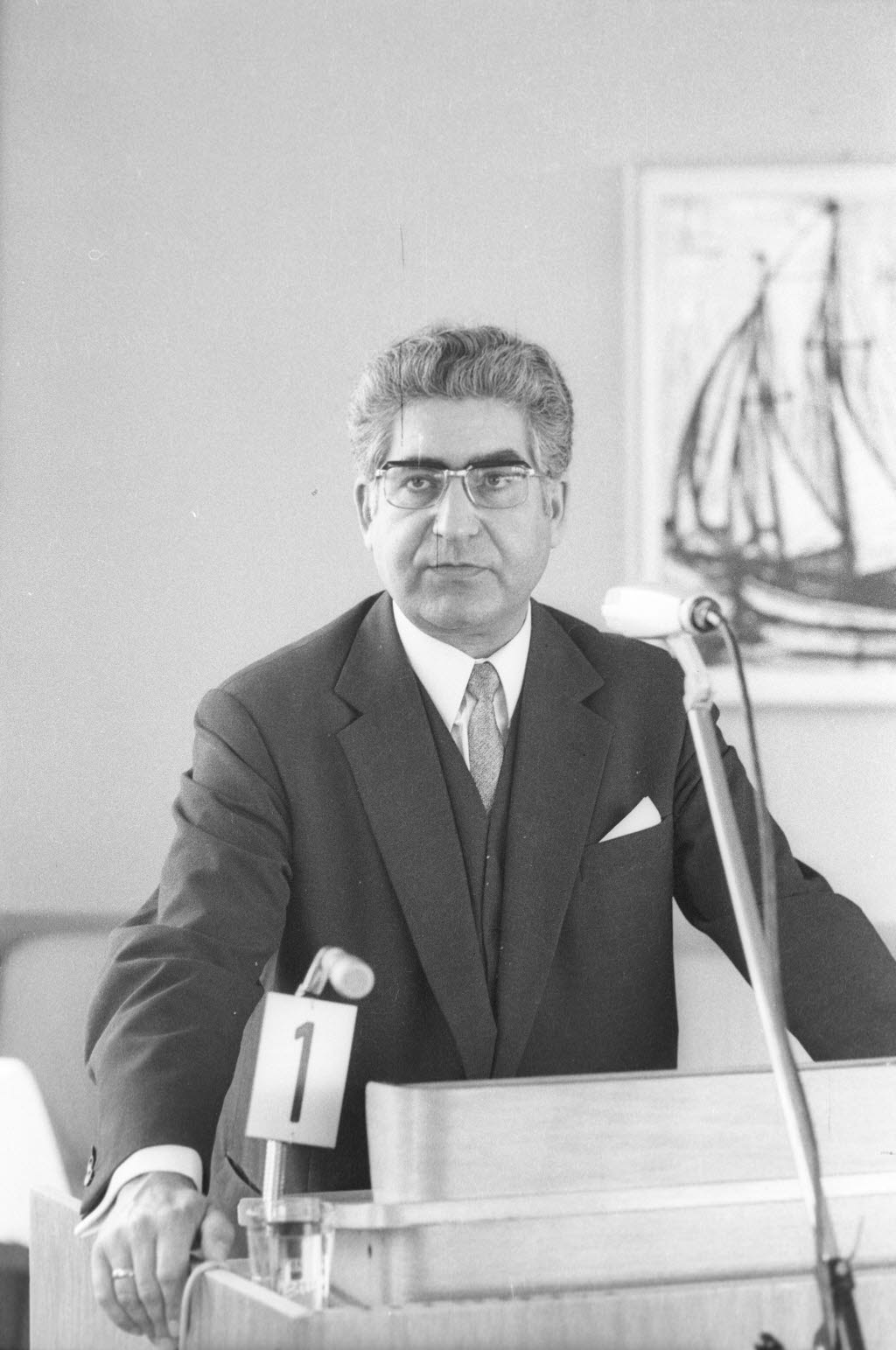
Gerhard Jahn (1927–1998)

- Jahn, Gerhild (1941–1998), deutsche Politikerin (SPD), MdL
- Jahn, Gertraud (* 1957), österreichische Politikerin (SPÖ), oberösterreichische Landtagsabgeordnete
- Jahn, Gertrude, jugoslawische Opernsängerin (Mezzosopran)
- Jahn, Gisela (1920–2024), deutsche Forstwissenschaftlerin und Hochschullehrerin
- Jahn, Gisela (1923–2000), deutsche Dirigentin und Hochschullehrerin
- Jahn, Gisela (1932–2011), deutsche Ärztin und Geschäftsführerin
- Jahn, Gunnar (1883–1971), norwegischer Politiker, Minister, Ökonom und Statistiker
- Jahn, Günther (1930–2015), deutscher Politiker (FDJ), MdV, 1. Sekretär des Zentralrates der FDJ in der DDR
- Jahn, Günther (1933–2011), deutscher Maler und Grafiker
- Jahn, Gustav (1806–1862), sächsischer Kaufmann und Unternehmer
- Jahn, Gustav (1818–1888), deutscher Schriftsteller
- Jahn, Gustav (1862–1940), deutscher Richter und erster Präsident des Reichsfinanzhofs
- Jahn, Gustav (1879–1919), österreichischer Maler, Grafiker und AlpinistGustav Jahn (1879–1919)

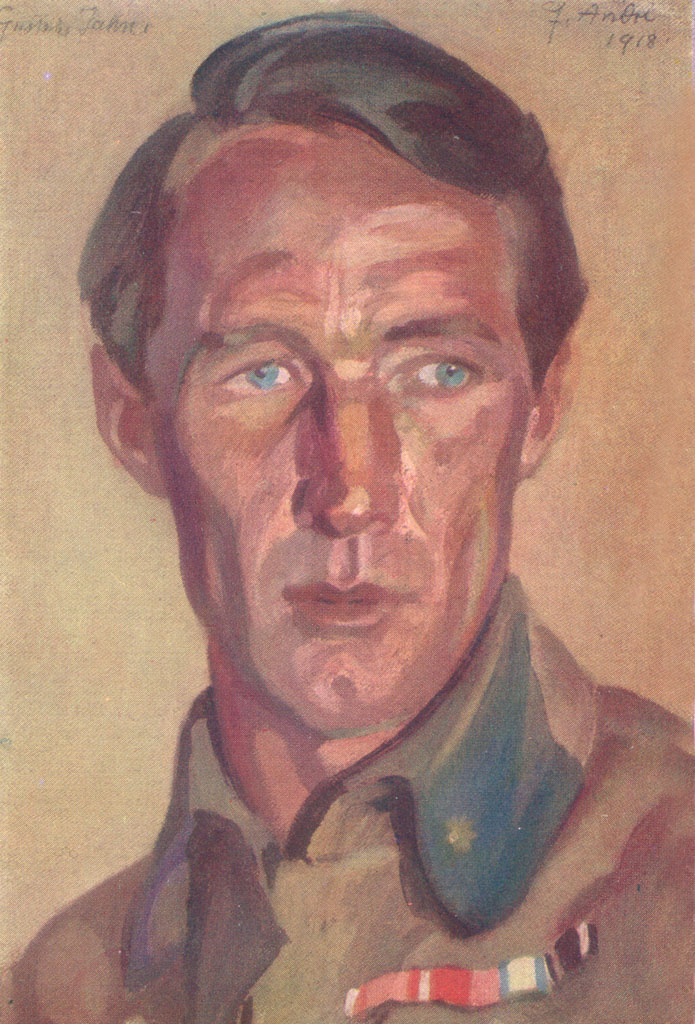
Gustav Jahn (1879–1919)

- Jahn, Gustav Adolph (1804–1857), deutscher Astronom und Mathematiker
- Jahn, Hajo (* 1941), deutscher Journalist und Vorsitzender der Else-Lasker-Schüler-Gesellschaft
- Jahn, Hannah (* 1998), deutsche Basketballspielerin
- Jähn, Hannes (1934–1987), deutscher Schildermaler, Grafikdesigner, Illustrator, Buchgestalter, Fotokünstler und Hochschullehrer
- Jahn, Hans (1885–1960), deutscher Politiker (SPD), MdB
- Jahn, Hans Edgar (1914–2000), deutscher Journalist, Publizist, Verleger, Politiker (CDU), MdB, MdEP
- Jahn, Hans Max (1853–1906), deutscher Chemiker und Hochschullehrer
- Jahn, Hans-Gert (* 1945), deutscher Biathlet
- Jahn, Hans-Peter (* 1948), deutscher Cellist, Literatur- und Musikwissenschaftler, Essayist, Autor und Komponist, Dramaturg, Veranstalter und Rundfunkredakteur
- Jahn, Harald A. (* 1963), österreichischer Designer, Fotograf und Autor
- Jahn, Hartmut (* 1955), deutscher Autor, Filmregisseur und Filmproduzent
- Jahn, Heinz (1818–1873), deutscher Bürgermeister und Mitglied der kurhessischen Landstände
- Jahn, Helene, deutsche und österreichische Tischtennisspielerin
- Jahn, Helmut (1917–1986), deutscher Fußballspieler
- Jahn, Helmut (1936–2013), deutscher Maler
- Jahn, Helmut (1940–2021), deutsch-amerikanischer Architekt
- Jahn, Helmut M. (* 1949), deutscher Politiker (CDU) und Landrat
- Jahn, Herbert (1918–2001), deutscher Bildhauer
- Jahn, Hermann (1894–1946), deutscher Politiker (KPD) und antifaschistischer Widerstandskämpfer
- Jahn, Hermann (1911–1987), deutscher Lehrer, Ornithologe und Mykologe
- Jahn, Hermann Arthur (1907–1979), englischer Physiker
- Jahn, Ilse (1922–2010), deutsche Biologin
- Jahn, Jakob (1897–1976), deutscher Verwaltungsbeamter und Politiker (CDU), MdL
- Jahn, Janheinz (1918–1973), deutscher Schriftsteller, Herausgeber und Übersetzer neoafrikanischer Literatur
- Jahn, Jeremy (* 1990), deutscher Tennisspieler
- Jahn, Joachim (1951–1993), deutscher Historiker und Leiter des Kulturamtes der Stadt Memmingen
- Jahn, Joachim (* 1959), deutscher Journalist
- Jahn, Johann († 1651), evangelischer Geistlicher und Exulant
- Jahn, Johann (1644–1716), deutscher lutherischer Theologe
- Jahn, Johann (1750–1816), österreichischer römisch-katholischer Theologe, Orientalist und Hochschullehrer
- Jahn, Johann Christian (1797–1846), deutscher Altphilologe und Pädagoge
- Jahn, Johann Gottlieb (1804–1878), deutscher Lehrer, Abgeordneter und Journalist
- Jahn, Johann Wilhelm (1681–1725), deutscher evangelischer Theologe, Rhetoriker und Historiker
- Jahn, Johannes (1892–1976), deutscher Kunsthistoriker
- Jahn, John (1870–1930), deutscher Maschinenbauer und Hochschullehrer
- Jahn, Jörg-Wolfgang (* 1936), deutscher Violinist und Musikpädagoge
- Jahn, Josef (* 1940), deutscher Radsportler
- Jahn, Jürgen (* 1954), deutscher Fußballspieler
- Jahn, Just (1936–2007), deutscher Ruderer
- Jahn, Karl (1777–1854), Schweizer Klassischer Philologe
- Jahn, Karl (1816–1891), deutscher evangelisch-Lutherischer Geistlicher und Oberhofprediger in Schwerin
- Jahn, Karl (1906–1985), österreichisch-niederländischer Orientalist, Islamwissenschaftler, Iranist und Turkologe
- Jähn, Karl-Heinz (* 1932), deutscher Übersetzer und Herausgeber
- Jahn, Karl-Heinz (* 1954), deutscher Fußballspieler
- Jahn, Kevin (* 1985), deutscher Handballspieler und -trainer
- Jahn, Kirsty (* 1983), kanadische Triathletin
- Jahn, Klara (1826–1882), deutsche Theaterschauspielerin
- Jahn, Klaus-Jürgen (* 1935), deutscher Unternehmer und Sportmäzen
- Jahn, Kristin (* 1976), deutsche Literaturwissenschaftlerin und evangelische Theologin
- Jahn, Leopold (1911–1984), österreichischer Fotograf, Maler und Grafiker
- Jahn, Lilli (1900–1944), deutsche Ärztin und Briefautorin
- Jahn, Lisa (* 1994), deutsche Kanutin
- Jahn, Ludwig (* 1959), deutscher Bobfahrer
- Jahn, Manfred (* 1950), deutscher Historiker
- Jahn, Marcus (* 1986), deutscher Fußballspieler und -trainer
- Jahn, Maria Paschalis (1916–1945), deutsch-polnische römisch-katholische Ordensschwester, Selige
- Jahn, Marianne (1942–2025), österreichische SkirennläuferinMarianne Jahn (1942–2025)

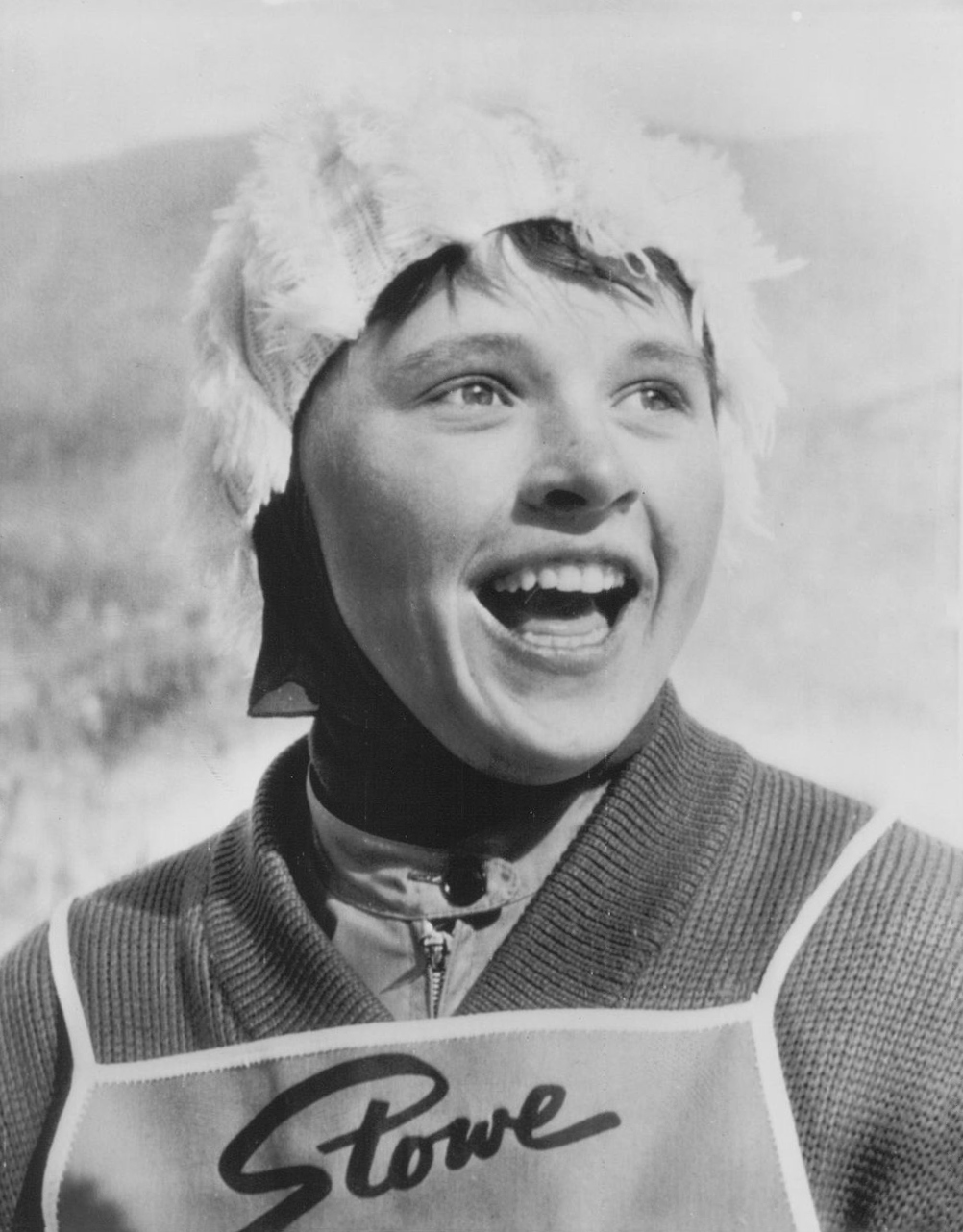
Marianne Jahn (1942–2025)

- Jahn, Marie (1865–1934), österreichische Opernsängerin (Sopran) und Gesangspädagogin
- Jahn, Marie-Luise (1918–2010), deutsche Widerstandskämpferin gegen den Nationalsozialismus
- Jahn, Markus (* 1972), deutscher Basketballspieler
- Jahn, Martin, deutscher evangelischer Geistlicher und Kirchenliedkomponist
- Jahn, Martin (1888–1974), deutscher Prähistoriker
- Jahn, Martin (1898–1981), deutscher Maler, Zeichner und Kunstpädagoge
- Jahn, Matthias (* 1948), deutscher Fußballspieler
- Jahn, Matthias (* 1968), deutscher Rechtswissenschaftler, Hochschullehrer
- Jahn, Max (1881–1954), deutscher Politiker (MdBB der SPD) und Sportfunktionär
- Jahn, Michael (* 1965), österreichischer Musikwissenschaftler
- Jahn, Mirko (* 1966), deutscher Ringer
- Jahn, Moritz (1884–1979), deutscher Autor niederdeutscher Sprache
- Jahn, Moritz (* 1995), deutscher Schauspieler
- Jahn, Niklas (* 1996), deutscher Organist
- Jahn, Niklas (* 2001), deutscher Fußballspieler
- Jahn, Olaf (* 1960), deutscher Journalist
- Jahn, Oliver (* 1969), deutscher Filmregisseur, Drehbuchautor, Produzent und Schauspieler
- Jahn, Otto (1813–1869), deutscher Archäologe, Musikwissenschaftler und PhilologeOtto Jahn (1813–1869)

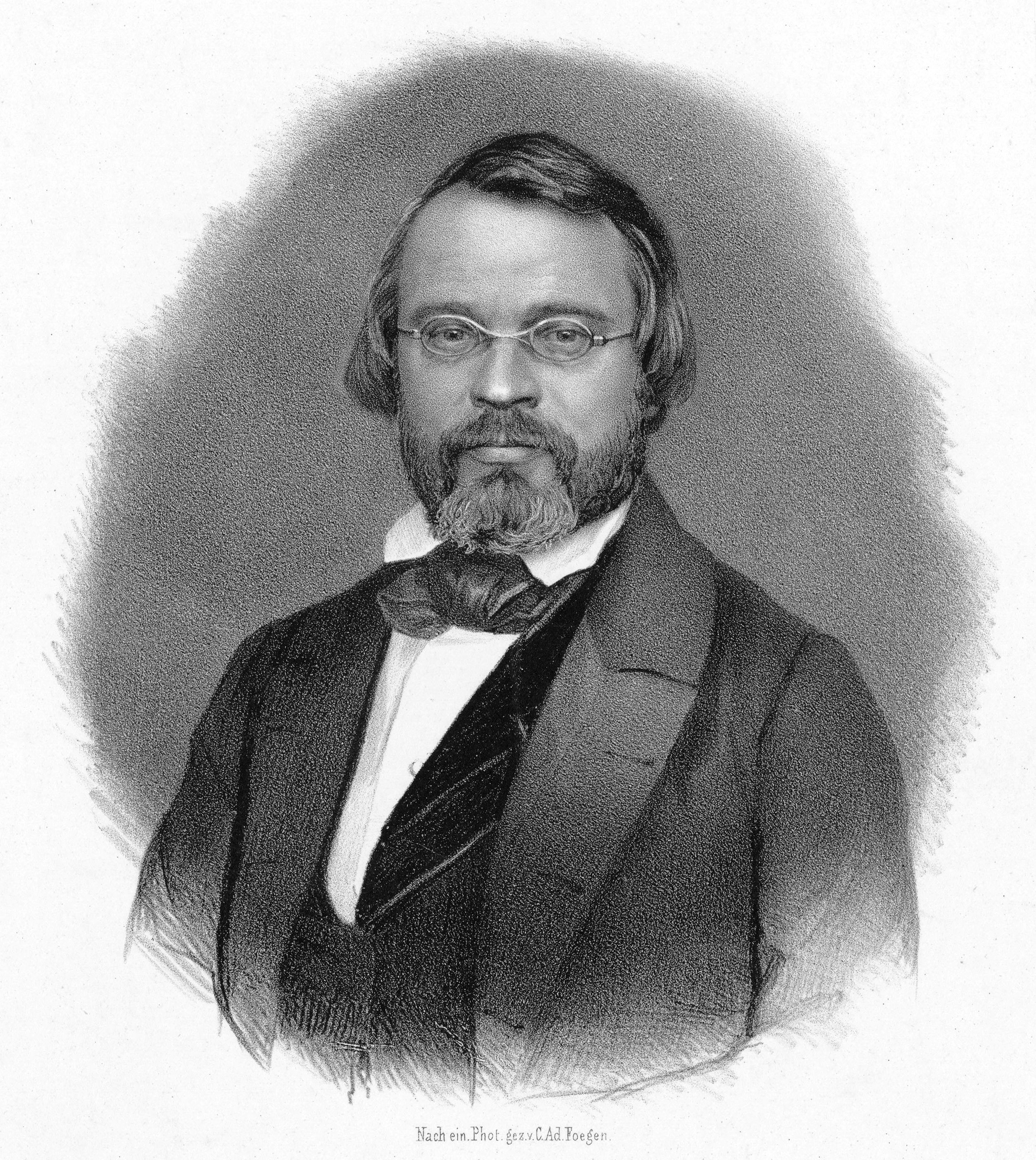
Otto Jahn (1813–1869)

- Jahn, Otto (1898–1974), deutscher Politiker (CDU), MdBB
- Jahn, Otto (1900–1945), österreichischer Porträt-, Landschafts- und Kriegsmaler
- Jahn, Otto Heinz (1906–1953), deutscher Journalist, Filmdramaturg, Filmmanager und Drehbuchautor
- Jahn, Patrick (* 1976), deutscher Pflegewissenschaftler und Hochschullehrer
- Jahn, Patrick (* 1983), deutscher Fußballspieler
- Jahn, Paul (1881–1959), deutscher Bürgermeister und Gerichtspräsident
- Jahn, Paul Gerhard (1925–2004), deutscher lutherischer Theologe
- Jahn, Peter (* 1941), deutscher Osteuropahistoriker
- Jahn, Philipp (1883–1963), deutscher Politiker (CDU), MdBB
- Jahn, Quirin (1739–1802), böhmischer Zeichner, Maler und Theoretiker sowie Historiker der bildenden Künste
- Jahn, Ralf G. (* 1965), deutscher Historiker und Genealoge
- Jahn, Reinhard (* 1950), deutscher Zell- und Neurobiologe
- Jahn, Reinhard (* 1955), deutscher Publizist, Autor und Verleger
- Jahn, Robert (1874–1953), deutscher Lehrer und Heimatforscher
- Jahn, Robert (1885–1962), deutscher Gymnasiallehrer und Stadtarchivar
- Jahn, Roland (* 1953), deutscher DDR-Bürgerrechtler
- Jahn, Rolf (1927–2001), deutscher Fußballtorhüter und Lehrer
- Jahn, Rudolf (1906–1990), deutscher Politiker (KPD, SED), MdV, Ministerpräsident des Landes Brandenburg (1949–1952)
- Jahn, Ryan David (* 1979), US-amerikanischer Autor
- Jahn, Sabine (* 1953), deutsche Ruderin
- Jähn, Sigmund (1937–2019), deutscher Kosmonaut, erster Deutscher im AllSigmund Jähn (1937–2019)

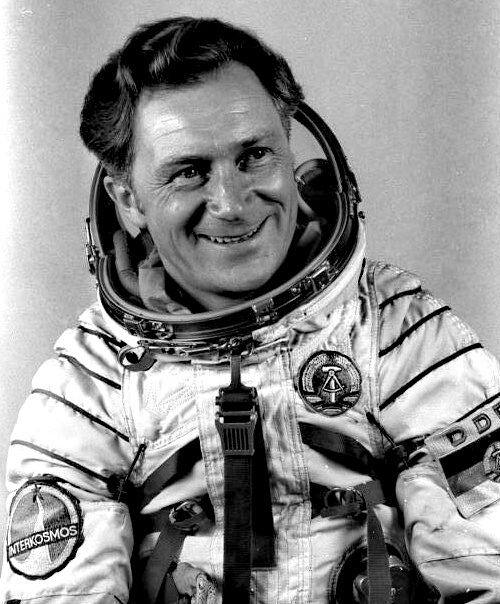
Sigmund Jähn (1937–2019)

- Jahn, Steven (* 1989), deutscher Fußballspieler
- Jahn, Susanne (* 1960), deutsche Fußballspielerin
- Jahn, Thekla, Fernseh- und Hörfunkjournalistin
- Jahn, Thilo (* 1982), deutscher Journalist sowie Radio- und Fernsehmoderator
- Jahn, Thomas (* 1940), deutscher Komponist und Posaunist
- Jahn, Thomas (* 1952), deutscher Soziologe
- Jahn, Thomas (* 1965), deutscher Filmregisseur
- Jahn, Tobias (* 1986), deutscher Basketballspieler
- Jahn, Tom (* 1965), deutscher Schauspieler
- Jahn, Ulrich (1861–1900), deutscher Germanist, Volkskundler und Erzählforscher
- Jahn, Uwe (* 1971), deutscher Leichtathlet
- Jahn, Walter, deutscher SA-Führer
- Jahn, Walther (1853–1912), deutscher Parlamentarier und Verwaltungsbeamter im Fürstentum Reuß älterer Linie
- Jahn, Werner (* 1956), deutscher Eishockeyspieler
- Jahn, Wilhelm (1835–1900), österreichischer Musiker und Dirigent, Hofoperndirektor der Wiener Hofoper
- Jahn, Wilhelm (1866–1924), deutscher Generalleutnant
- Jahn, Wilhelm (1891–1952), deutscher Polizeibeamter und SA-Führer
- Jahn, Willie (1889–1973), deutscher Mittelstreckenläufer und Aktivist des Wandervogels
- Jahn, Willy (1898–1973), deutscher Maler und Grafiker
- Jahn, Wolfgang, deutscher Basketballspieler
- Jahn, Wolfgang (1918–2005), deutscher Bankmanager
- Jahn, Wolfgang (1922–2001), deutscher marxistischer Ökonom und Marx-Engels-Forscher
- Jahn, Wolfgang (* 1935), deutscher Fußballspieler
- Jahn, Wolfgang (* 1955), deutscher Althistoriker und Museumsleiter
- Jahn-Wiegel, Hildegard (1922–2009), deutsche Bildhauerin

#### Jahna
- Jahnátek, Ľubomír (* 1954), slowakischer Politiker

#### Jahnc
- Jahncke, Barton (1939–2024), US-amerikanischer Segler
- Jahncke, Claus (* 1957), deutscher Schauspieler
- Jahncke, Ernest L. (1877–1960), US-amerikanischer Sportfunktionär, Unternehmer, Unterstaatssekretär der Marine
- Jahncke, Heiner (* 1953), deutscher Schauspieler
- Jahncke, Jürgen (1938–2022), deutscher Autor, Historiker und Lehrer
- Jahncke, Kurt (1898–1962), deutscher Journalist und stellvertretender Pressechef der Reichsregierung
- Jahncke, Rolf (1923–2010), deutscher Schauspieler, Regisseur und Autor

#### Jahne
- Jähne, Armin (* 1941), deutscher Althistoriker und Hochschullehrer
- Jähne, Bernd (* 1953), deutscher Physiker, Informatiker und Hochschullehrer
- Jähne, Friedrich (1879–1965), deutscher Unternehmer
- Jähne, Hans, deutscher Basketballtrainer
- Jähne, Robin (* 1969), deutscher Biologe, Tierfilmer, Kameramann, Produzent
- Jähne, Willy (1905–1973), deutscher Gebrauchsgrafiker
- Jahnel, Benedikt (* 1980), deutscher Jazzmusiker (Piano, Komposition) und Mathematiker
- Jahnel, Claudia (* 1967), deutsche evangelische Theologin
- Jahnel, Joseph (1834–1897), deutscher Römisch-katholischer Theologe, Fürstbischöflicher Delegat für Brandenburg und Pommern, Propst von St. Hedwig in Berlin
- Jahnel, Paul (1927–2005), deutscher Fußballspieler
- Jahnel, Sarah Joelle (* 1989), deutsche Sängerin und Kandidatin bei DSDSSarah Joelle Jahnel (* 1989)

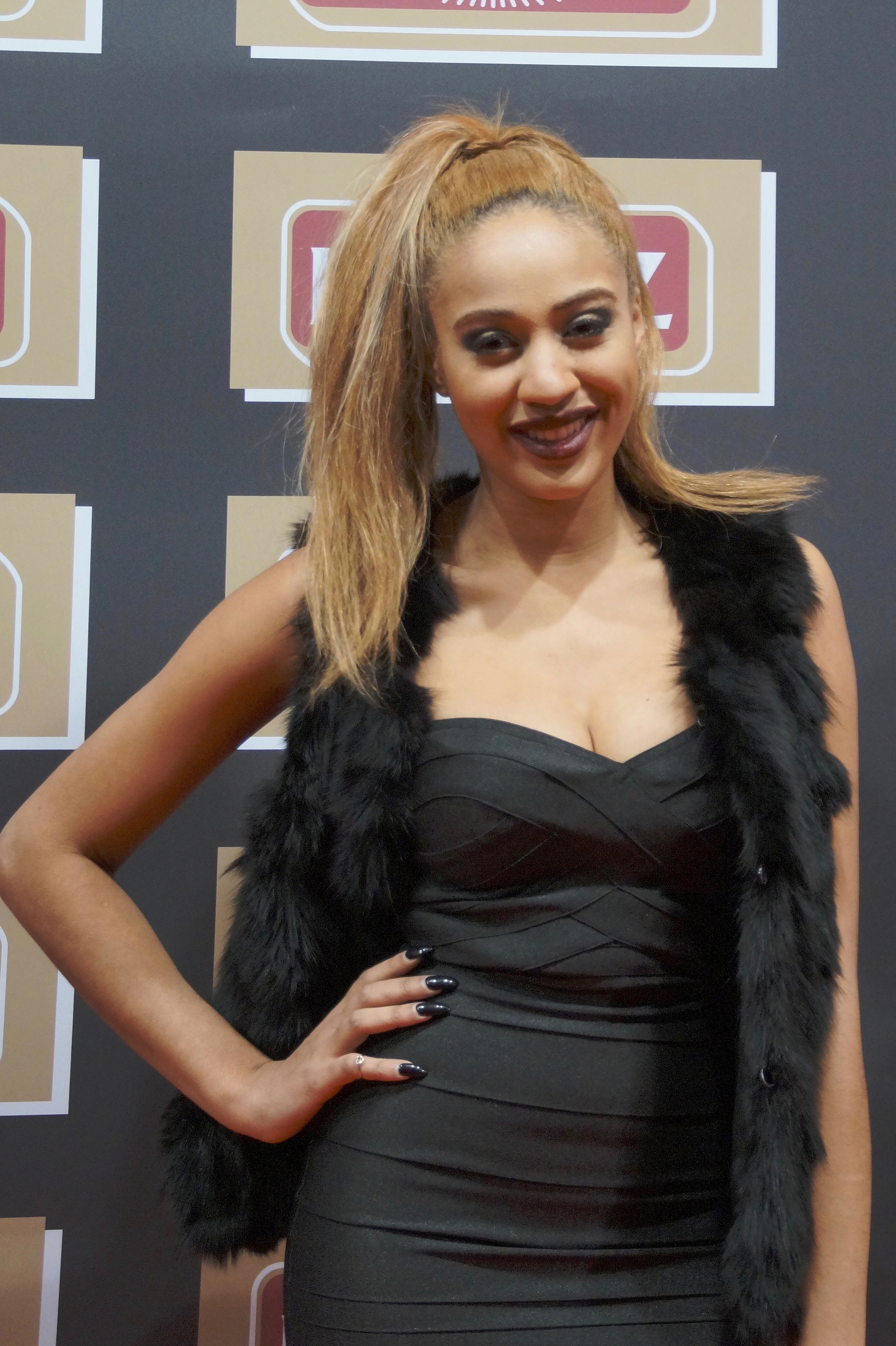
Sarah Joelle Jahnel (* 1989)

- Jahnen, Margaret, deutsche Filmschauspielerin
- Jahnen-Dechent, Willi (* 1958), deutscher Molekularbiologe und Hochschullehrer
- Jahner, Arno (* 1946), deutscher Politiker (SPD), MdL
- Jähner, Harald (* 1953), deutscher Journalist, Autor und Hochschullehrer
- Jähner, Horst (1918–2006), deutscher Kunsthistoriker
- Jähnert, Andreas (* 1985), deutscher Theaterschauspieler und -regisseur
- Jähnert, Christopher (* 1988), deutscher Journalist und Autor

#### Jahni
- Jähnichen, Eberhard von (1914–1990), deutscher Maschinenbauingenieur
- Jähnichen, Manfred (1933–2019), deutscher Slawist und Übersetzer
- Jähnichen, Rolf (* 1939), deutscher Politiker (DDR-CDU, CDU), MdL, sächsischer Staatsminister
- Jähnichen, Stefan (* 1947), deutscher Informatiker
- Jähnichen, Traugott (* 1959), deutscher evangelischer Theologe, Professor für Systematische Theologie
- Jähnichen, Wolfgang (* 1939), deutscher Kommunalpolitiker
- Jähnig, Bernhart (* 1941), deutscher Historiker und Hochschullehrer
- Jähnig, Dieter (1926–2016), deutscher Philosoph und Kunstwissenschaftler
- Jähnig, Jan-Ole (* 2001), deutscher Motorradrennfahrer
- Jähnig, Max (1885–1944), deutscher Schauspieler und Regisseur
- Jähnig, Uwe (* 1969), deutscher Fußballspieler und -trainer
- Jähnig, Walter, deutscher Fußballspieler
- Jähnigen, Eva (* 1965), deutsche Politikerin (Bündnis 90/Die Grünen), MdL

#### Jahnk
- Jahnke, Alex (* 1969), deutscher Schriftsteller
- Jahnke, Alexander (* 1987), deutscher PopsängerAlexander Jahnke (* 1987)

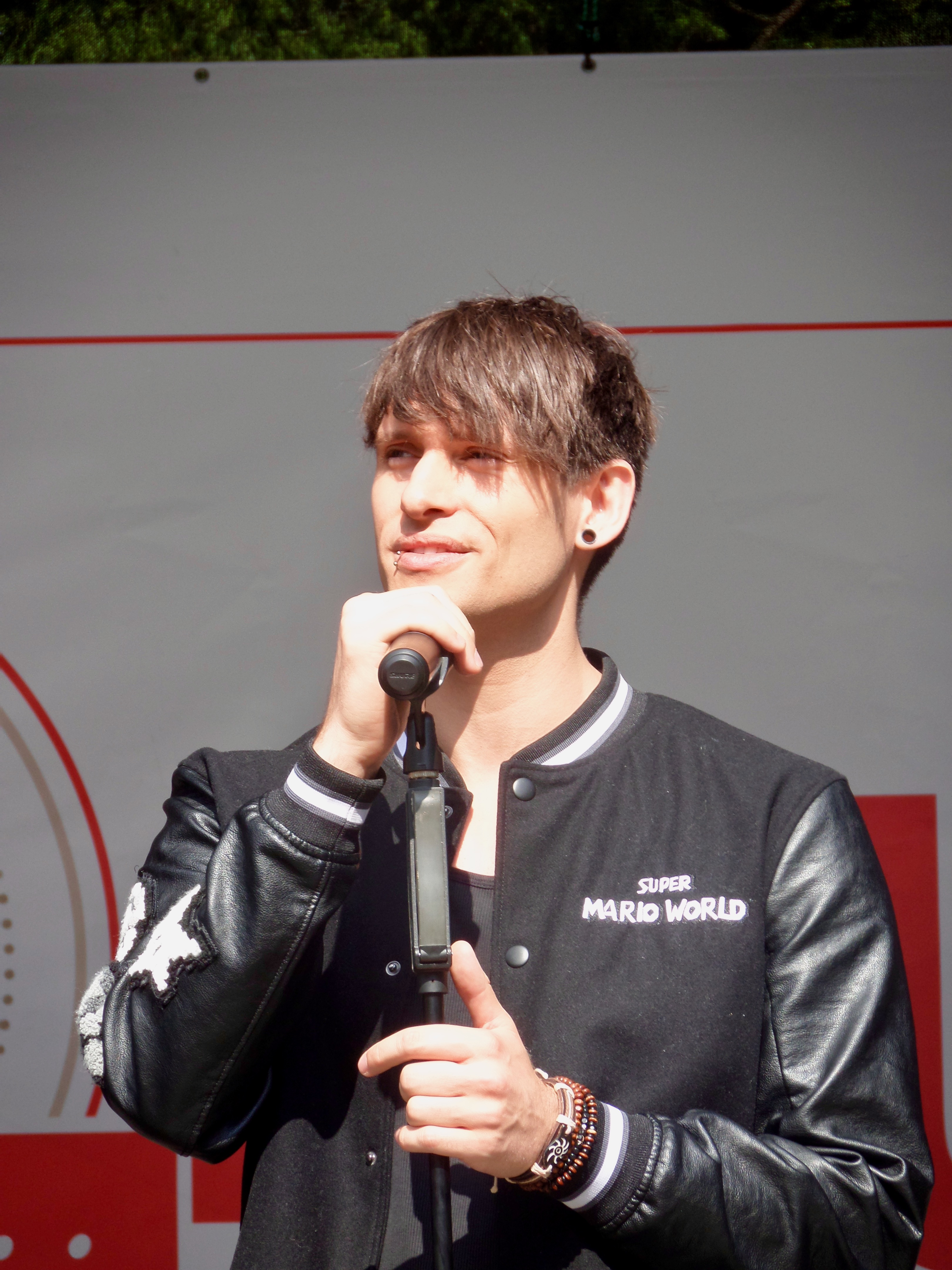
Alexander Jahnke (* 1987)

- Jahnke, Bernd (* 1947), deutscher Wirtschaftsinformatiker
- Jahnke, Bernd (* 1972), deutscher Poolbillardspieler
- Jahnke, Bettina (* 1963), deutsche Regisseurin und Intendantin
- Jähnke, Burkhard (* 1937), deutscher Jurist, Vizepräsident des Bundesgerichtshofs
- Jähnke, Carmen (1946–2022), deutsche Politikerin (SPD), MdL
- Jahnke, Carsten (* 1968), deutscher Historiker
- Jahnke, Charlie (* 1998), deutscher Eishockeyspieler
- Jahnke, Doris, deutsche Fußballspielerin
- Jahnke, Eugen (1863–1921), deutscher Mathematiker
- Jahnke, Frank (* 1957), deutscher Politiker (SPD), MdA
- Jahnke, Gerburg (* 1955), deutsche Kabarettistin, Moderatorin, Schauspielerin und RegisseurinGerburg Jahnke (* 1955)

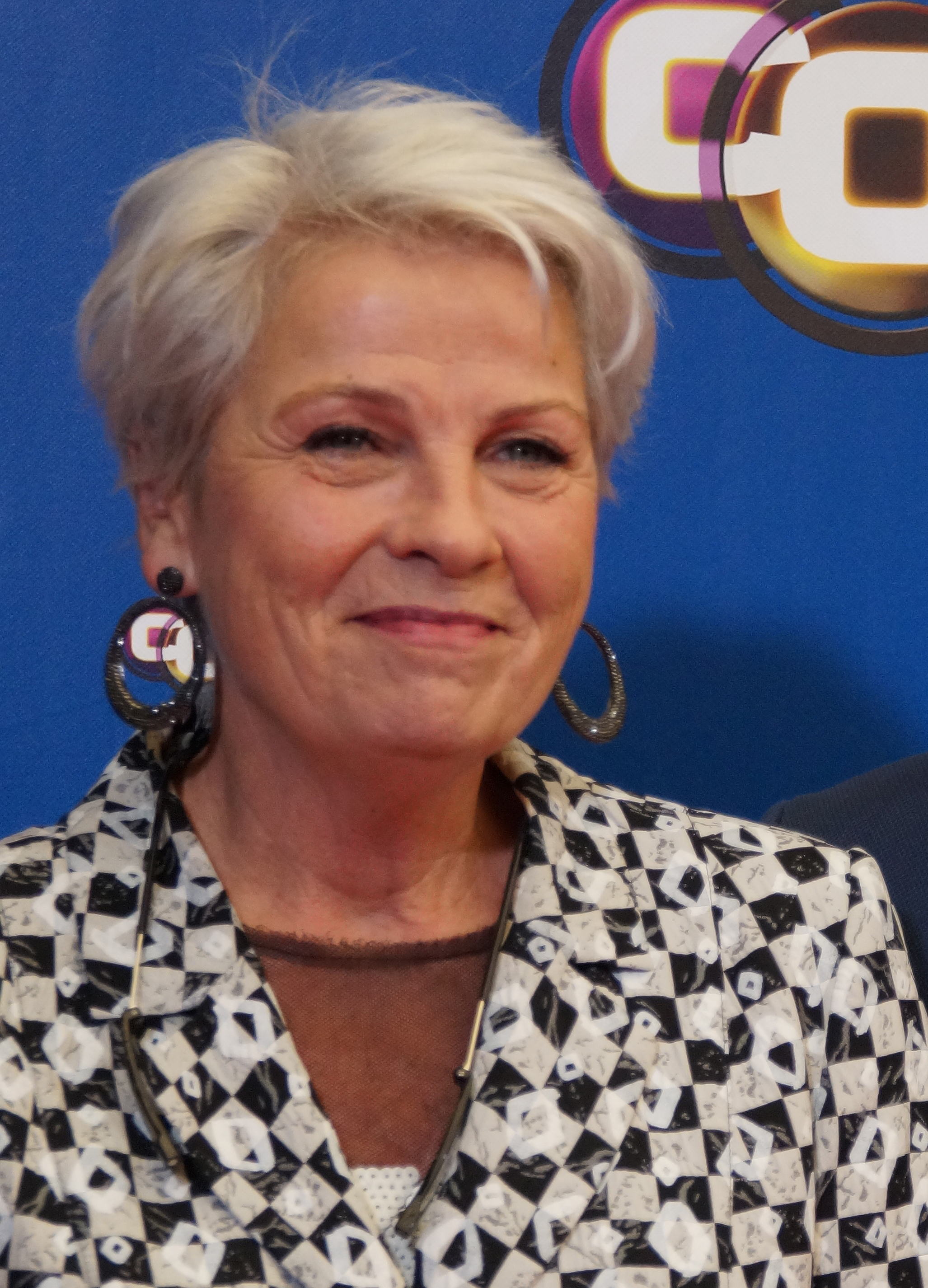
Gerburg Jahnke (* 1955)

- Jahnke, Hans Niels (* 1948), deutscher Mathematikhistoriker und Mathematikdidaktiker
- Jahnke, Hermann (1845–1908), deutscher Lehrer und Autor
- Jahnke, Holger (* 1970), deutscher Geograph
- Jahnke, Hugo (1886–1939), schwedischer Turner
- Jahnke, Irmgard (1948–2004), deutsche Politikerin (Grüne), MdBB
- Jahnke, Isa, deutsche Soziologin
- Jahnke, Karl (1898–1961), kommunistischer Politiker (KPD) MdHB und Gewerkschafter
- Jahnke, Karl (1919–1997), deutscher Internist und Diabetologe
- Jahnke, Karl Heinz (1934–2009), deutscher Historiker und Hochschullehrer
- Jahnke, Karsten (* 1937), deutscher Konzert- und Tourneeveranstalter
- Jahnke, Klaus (1941–2015), deutscher Hals-Nasen-Ohrenarzt
- Jahnke, Kurt (1882–1950), deutscher Nachrichtendienstler
- Jahnke, Margitta, deutsche Fußballspielerin
- Jahnke, Paul (1893–1951), deutscher Politiker (KPD)
- Jahnke, Richard (1868–1933), deutscher Philologe, Schulleiter und Ministerialdirektor
- Jahnke, Stefanie (* 1978), deutsche Autorin von Fantasy, Erotik und Science-Fiction
- Jahnke, Till (* 1977), deutscher Physiker
- Jahnke, Verena (* 1980), deutsche Filmemacherin
- Jahnke, Walter (1914–1988), deutscher Politiker (SPD), MdL
- Jahnke, Wega (1943–1998), deutsche Schauspielerin
- Jahnke, Willi (1906–1992), deutscher Politiker (KPD/SED), Gewerkschafter (RGO/FDGB) und Widerstandskämpfer
- Jahnke, Willy (1881–1938), deutscher Politiker (SPD), MdL

#### Jahnn
- Jahnn, Hans Henny (1894–1959), deutscher Schriftsteller und politischer PublizistHans Henny Jahnn (1894–1959)

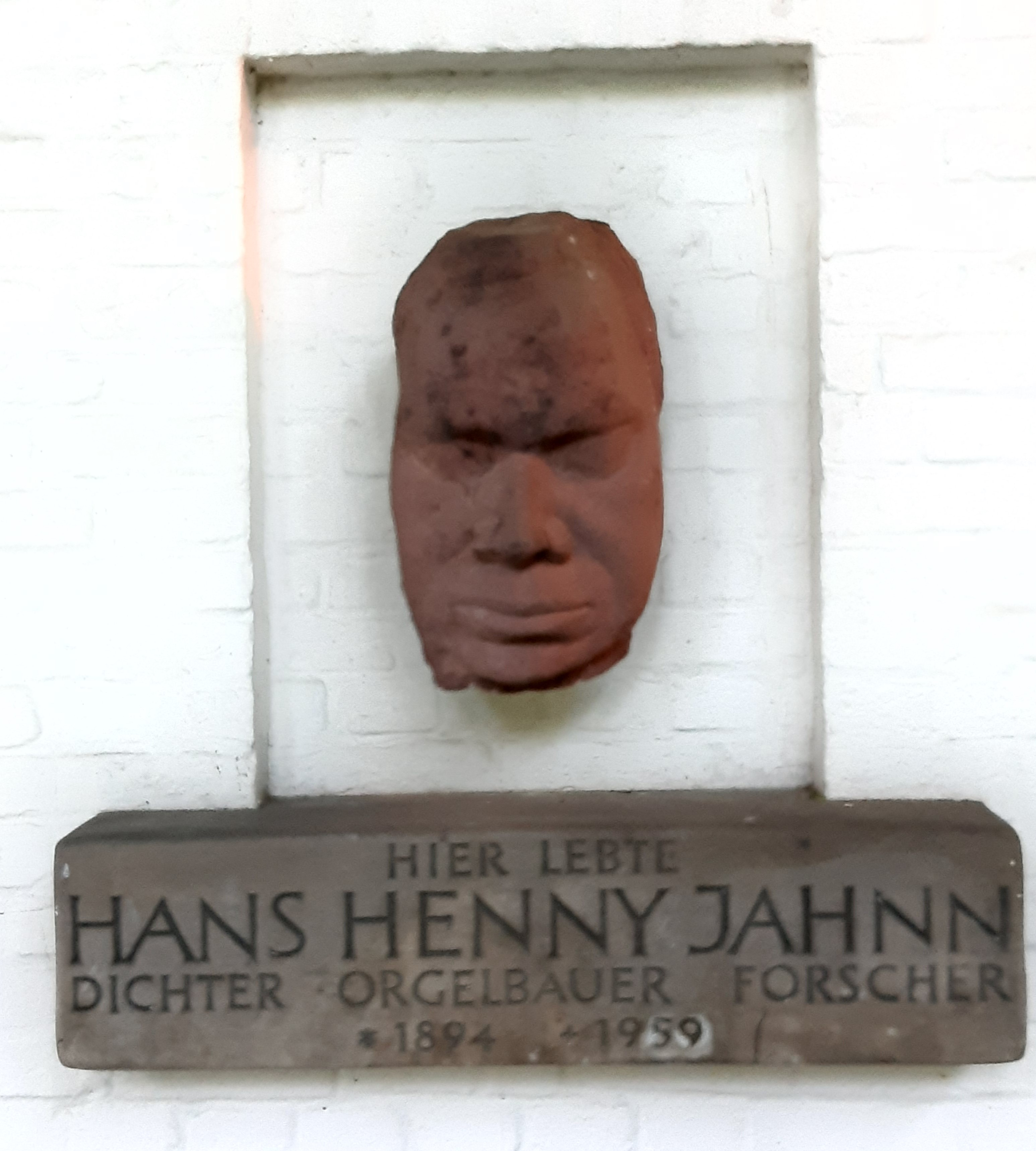
Hans Henny Jahnn (1894–1959)

#### Jahno
- Jahnow, Hedwig (1879–1944), deutsche Alttestamentlerin, erste Frau im Magistrat der Stadt Marburg, Opfer des Nationalsozialismus
- Jahnow, Reinhold (1885–1914), deutscher Pilot und Jagdflieger

#### Jahns
- Jahns, Angelika (* 1955), deutsche Politikerin (CDU), MdL
- Jahns, Annette (1958–2020), deutsche Opernsängerin (Alt) und Opern-Regisseurin
- Jahns, Christian Friedrich (* 1810), deutscher Pädagoge und Schulbuch-Herausgeber
- Jahns, Christopher (* 1969), deutscher Wirtschaftswissenschaftler
- Jahns, Eda (1939–2020), deutsche Politikerin (SPD), MdL
- Jahns, Ernst (1835–1919), deutscher Gutspächter und Politiker (NLP), MdR
- Jahns, Ernst (1906–1970), deutscher Parteifunktionär (NSDAP)
- Jahns, Ernst Friedrich (1844–1897), deutscher Chemiker und Apotheker
- Jahns, Friedrich Reinhold (1857–1934), deutscher Bergingenieur
- Jähns, Friedrich Wilhelm (1809–1888), deutscher Gesangslehrer und Musikschriftsteller
- Jahns, Hans Martin (1941–2017), deutscher Botaniker
- Jahns, Heinrich (* 1866), deutscher Politiker (DNVP)
- Jahns, Hugo (1931–2015), deutscher Chorleiter
- Jahns, Joachim (* 1955), deutscher Verleger und Schriftsteller
- Jähns, Max (1837–1900), preußischer Offizier und Militärschriftsteller
- Jahns, Maximilian (1887–1957), deutscher Maler
- Jahns, Michael (* 1976), deutscher Handballspieler und -trainer
- Jahns, Patrick (* 1984), österreichischer Schauspieler und Regisseur
- Jahns, Rudolf (1896–1983), deutscher Maler und Grafiker
- Jahns, Sigrid (* 1945), deutsche Historikerin
- Jahns-Böhm, Jutta (* 1958), deutsche Verwaltungsjuristin und politische Beamtin

#### Jahnu
- Jahnus von Eberstädt, Franz Maximilian (1711–1772), österreichischer General und Stadtkommandant von Hamburg
- Jahnus von Eberstädt, Lebrecht Gottfried (1660–1718), russischer Generalleutnant und kursächsischer General der Kavallerie
- Jahnus, Heinrich Georg († 1734), sachsen-weißenfelsischer Amtshauptmann und Kammerherr

#### Jahny
- Jahny, Margarete (1923–2016), deutsche Designerin und Keramikerin

#### Jahnz
- Jahnz, Axel (* 1957), deutscher Kommunalpolitiker (SPD), Oberbürgermeister von Delmenhorst
- Jahnzon, Carl (1881–1955), schwedischer Hammerwerfer

### Jaho
- Jaho, Ermonela (* 1974), albanische Opernsängerin (Sopran)Ermonela Jaho (* 1974)

Ermonela Jaho (* 1974)

- Jahoda, Fritz (1909–2008), österreichisch-US-amerikanischer Pianist und Dirigent
- Jahoda, Georg (1863–1926), österreichischer Druckereibesitzer und Verleger
- Jahoda, Lutz (* 1927), deutscher Schauspieler, Entertainer, Sänger und Autor
- Jahoda, Marie (1907–2001), österreichische Soziologin
- Jahoda, Moshe (1926–2016), Überlebender des NS-Regimes, israelischer Beamter, Funktionär der Claims Conference
- Jahoda, Peter (1953–1991), deutscher Schauspieler
- Jahoda, Roman (* 1976), österreichischer Judoka
- Jahodová, Libuše (* 1992), tschechische Sportschützin
- Jahović, Adis (* 1987), mazedonischer Fußballspieler
- Jahović, Emina (* 1982), serbische Turbo-Folk- und PopsängerinEmina Jahović (* 1982)

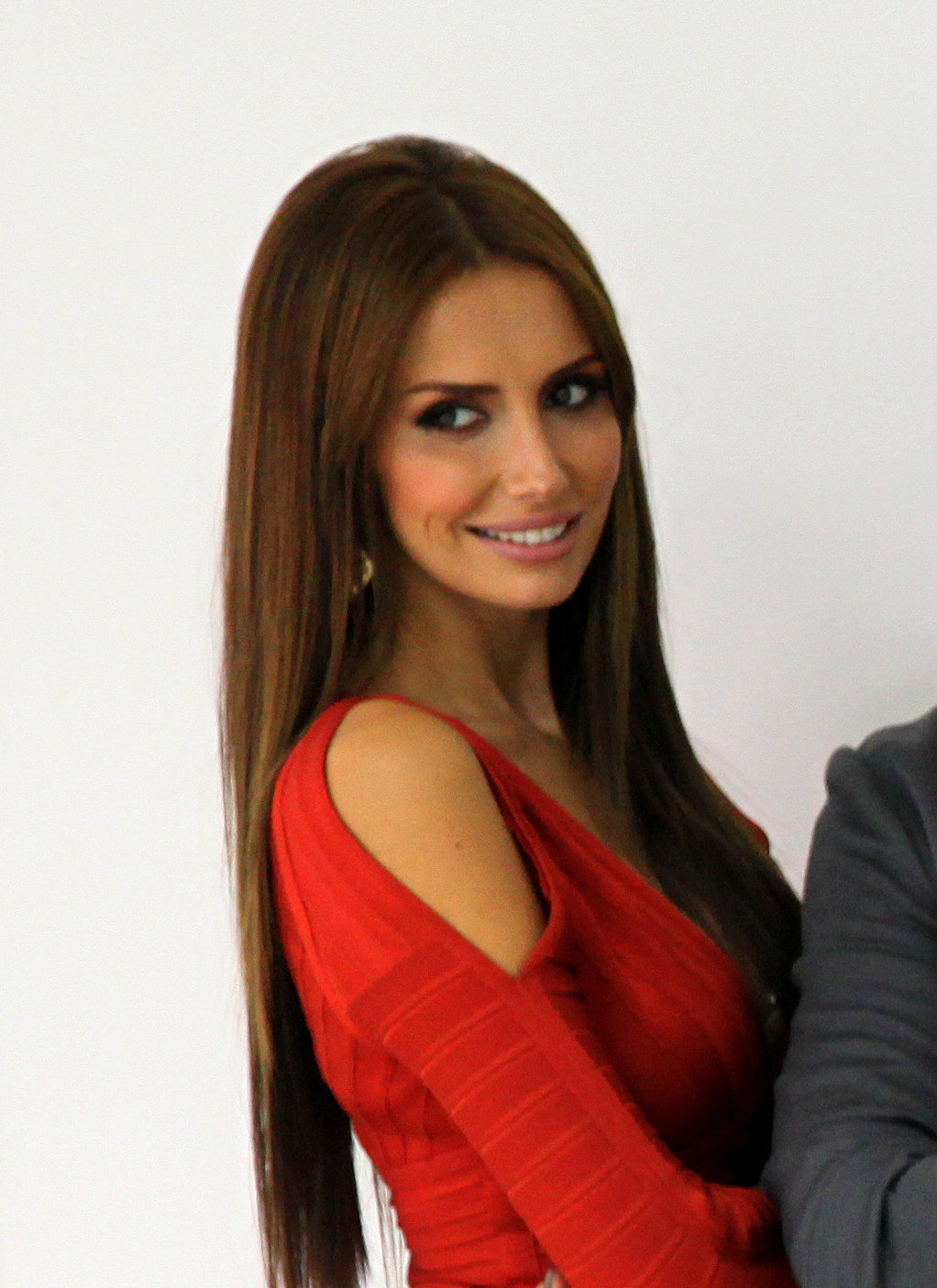
Emina Jahović (* 1982)

### Jahr
- Jahr, Alexander (1940–2006), deutscher Rechtsanwalt und Verleger
- Jahr, Arno (1890–1943), deutscher Generalleutnant im Zweiten Weltkrieg
- Jahr, Brigitte (* 1951), deutsche Politikerin (SPD), MdL
- Jahr, Christa (* 1941), deutsche Illustratorin und Grafikerin
- Jahr, Christoph (* 1963), deutscher Historiker
- Jahr, Ernst (1909–1980), deutscher Jurist und SS-Führer im Reichssicherheitshauptamt
- Jahr, Florian (* 1983), deutscher Schauspieler
- Jahr, Friedrich Wilhelm (1707–1755), deutscher lutherischer Theologe
- Jahr, Fritz (1895–1953), deutscher Theologe, Pastor und Lehrer, Begründer der Bioethik
- Jahr, Günther (1923–2007), deutscher Jurist
- Jahr, Hannelore (* 1954), deutsche evangelische Theologin und Verlagslektorin
- Jahr, Hans-Christoph (* 1953), deutscher Jurist, Richter, Hochschullehrer und Rechtsanwalt
- Jahr, John (* 1965), deutscher Curler
- Jahr, John junior (1933–2006), deutscher Verleger
- Jahr, John senior (1900–1991), deutscher Verleger
- Jahr, Karl Friedrich (1904–1973), deutscher Chemiker
- Jahr, Line (* 1984), norwegische Skispringerin
- Jahr, Marcin (* 1969), polnischer Jazz-Schlagzeuger
- Jahr, Peter (* 1959), deutscher Politiker (DBD, CDU), MdL, MdB, MdEP
- Jahr-Queißer, Grete (1899–1978), deutsche Malerin und Grafikerin
- Jahr-Stilcken, Angelika (* 1941), deutsche Journalistin und Verlegerin
- Jahraldo-Martin, Calaum (* 1993), antiguanischer Fußballspieler
- Jahraus, Donald (1892–1963), US-amerikanischer Spezialeffektkünstler
- Jahraus, Oliver (* 1964), deutscher Germanist und Literatur-, Kultur- und Medienwissenschaftler
- Jahre, Tuulikki (* 1951), schwedische Radrennfahrerin
- Jahreis, Erika (* 1934), deutsche Mundartdichterin
- Jahreiß, Christian (1898–1960), methodistischer Pfarrer und Autor
- Jahreiß, Paul von (1878–1919), bayerischer Offizier und Opfer eines Attentats
- Jahren, Anne (* 1963), norwegische Skilangläuferin
- Jährig, Christian (* 1994), deutscher Sänger
- Jährig, Fabienne (* 2003), deutsche Radrennfahrerin
- Jährig, Geert (* 1967), deutscher Behindertenschwimmer
- Jährig, Johannes (1747–1795), deutscher Mongolenforscher
- Jährig, Klaus (1935–2011), deutscher Kinderarzt, Direktor der Universitätskinderklinik Greifswald
- Jährig-Löhr, Tilla (* 1870), deutsche Malerin
- Jährling, Fritz (1923–2005), deutscher Radrennfahrer
- Jährling, Harald (1954–2023), deutscher Ruderer, Olympiasieger
- Jährling, Horst (1922–2013), deutscher Maler, Graphiker, Architektur-Restaurator, Kunstpädagoge und Glocken-Gestalter/-Ritzzeichner
- Jährling, Marijke, niederländisch-deutsche Schauspielerin, Autorin und Sängerin
- Jährling, Peter H. (* 1956), deutscher Regisseur, Schauspieler und Schauspiellehrer
- Jahrling, Robert (* 1974), australischer Ruderer
- Jährling, Rolf (1913–1991), deutscher Architekt und Galerist
- Jahrmann, Josef (* 1947), österreichischer Politiker (SPÖ), Landtagsabgeordneter
- Jahrmann, Margarete (* 1967), österreichische Medienkünstlerin und Kunsttheoretikerin
- Jahrmärker, Hans (1921–2001), deutscher Internist und Hochschullehrer
- Jahrmärker, Manuela (* 1957), deutsche Musikwissenschaftlerin
- Jahrmärker, Maximilian (1872–1943), deutscher Psychiater und Hochschullehrer in Marburg
- Jahromi, Mohammad-Javad Azari (* 1982), iranischer Politiker
- Jahrreiß, Hermann (1894–1992), deutscher Jurist, Professor für Rechtswissenschaften
- Jahrreiss, Otto Alexander (* 1964), deutscher Filmemacher, Regisseur und Fotograf
- Jahrstorfer, Michael (1896–1972), deutscher Chemiker und Manager der BASF

### Jahs
- Jahsnowski, Franz (1930–2018), deutscher Dolmetscher und Diplomat der DDR

### Jahu
- Jahu-Bi'di, König von Hamath
- Jahumpa-Ceesay, Fatoumatta (* 1957), gambische Politikerin